# Hans Christian Branner
Hans Christian Branner (n. 23 iunie 1903 - d. 24 aprilie 1966) a fost un scriitor danez.

## Opera
- 1941: Vis cu o femeie ("Drømmen om en kvinde");
- 1948: Povestirea din Børge ("Historien om Børge");
- 1949: Călărețul ("Rytteren");
- 1944: Două minute de tăcere ("To minutters stilhed");
- 1955: Nimeni nu cunoaște noaptea ("Ingen kender natten").